# Ateni Valley
Ateniravinen (georgiska: ატენის ხეობა, Atenis cheba) är en dal i Georgien. Den ligger i den centrala delen av landet, 70 km väster om huvudstaden Tbilisi.